# Joe Williams (zapaśnik)
Joe E.Williams (ur. 26 listopada 1974 roku) – amerykański zapaśnik w stylu wolnym. Olimpijczyk z Igrzysk w Atenach 2004 roku. Zajął piąte miejsce w wadze do 75 kg. Brązowy medalista mistrzostw świata w 2001 i 2005; czwarty w 1999; piąty w 2007 i trzynasty w 2003. Złoty medalista igrzysk panamerykańskich w 1999 i 2003 roku. Pierwsze miejsce w mistrzostwach panamerykańskich w 2008 roku. Triumfator Pucharu Świata w 2000, 2001, 2002 i 2003; trzeci w 2005 roku.
Zawodnik Mount Carmel High School w Mount Carmel i University of Iowa. Cztery razy All American (1994–1998), pierwszy w NCAA Division I w 1996, 1997 i 1998; siódmy w 1994. Outstanding Wrestler w 1998. Dwa razy wygrał zawody Big Ten w 1996 i 98 roku. 